# Jan Piotr Sapieha
Jan Piotr Sapieha herbu Lis (ur. 1569, zm. 15 października 1611 w Moskwie) – hetman Dymitra Samozwańca II, uczestnik Dymitriad, rotmistrz królewski od 1605, starosta uświacki od 1606, dowódca polskiej załogi na Kremlu, nazywany „«hetmanem» Maryny Mniszchówny i Dymitra Samozwańca II”.

## Życiorys
Syn kasztelana kijowskiego Pawła Sapiehy. Pobierał nauki w Akademii Wileńskiej (do 1587), następnie na Uniwersytecie w Padwie. Po powrocie z zagranicy towarzyszył ojcu w walkach z Tatarami i Wołochami. W roku 1600 posłował na sejm z powiatu grodzieńskiego. Mimo początkowej odmowy przyjęcia listu przypowiedniego od Krzysztofa Radziwiłła „Pioruna” wziął udział w wojnie inflanckiej (1601–1605). 5 marca 1603 jego chorągwie wyróżniły się w bitwie pod Rakiborem (dowództwo Jana Karola Chodkiewicza). Brał także udział w zwycięskiej dla Litwinów bitwie pod Białym Kamieniem (25 września 1604), gdzie wojska litewskie rozbiły oblegających miasto Szwedów. W uznaniu dotychczasowych zasług Sapieha otrzymał tymczasowe dowództwo w obozie wojsk litewskich podczas nieobecności Chodkiewicza pod Dorpatem, a w bitwie pod Kircholmem dowodził całym prawym skrzydłem armii litewskiej. Dowodzony przez niego pułk wytrzymał jedno z głównych uderzeń armii szwedzkiej, które osobiście wsparł na czele odwodów król szwedzki Karol IX. Udział w kampanii inflanckiej rozsławił imię Jana Piotra Sapiehy – za zasługi wojenne otrzymał w 1606 prawem panis bene merentium (chleb dobrze zasłużonych) starostwo uświackie, a sejm w roku 1607 przyznał mu 10 000 złotych polskich.
W czasie rokoszu Zebrzydowskiego mimo początkowych sympatii dla rokoszan (Sapieha sam doświadczył ciągłych braków w wypłacanym żołdzie) opowiedział się ostatecznie po stronie króla.
W sierpniu 1607 za namową Lwa Sapiehy ofiarował swoje usługi Dymitrowi Samozwańcowi II. Wspierając go, zajął m.in. Wiaźmę, a także rozbił wojska J. Szujskiego (2 października 1608). W 1609 roku dowodził w nierozstrzygniętym starciu pod Kalazinem nad Wołgą. Po rozpoczęciu wyprawy moskiewskiej Zygmunta III pierwotnie skłaniał się ku rokowaniom z królem, jednak pod naciskiem reszty wojsk polsko-litewskich skonfederowanych przy Dymitrze przeszedł na ich stronę. 25 czerwca 1610 wojsko to wybrało Jana Piotra na swojego hetmana w miejsce zmarłego Różyńskiego. W lipcu udał się do Moskwy, gdzie 27 sierpnia zaprzysiągł umowę z dumą bojarską zobowiązującą wojska do odstąpienia Dymitra i oddania korony carskiej królewiczowi Władysławowi. Po śmierci Dymitra 22 grudnia 1610 próbował zdobyć Kaługę, po czym ruszył na Peremyszl, który zajął. Od stycznia do marca 1611 prowadził pertraktacje z bojarami mające doprowadzić bądź to do osłabienia uprzywilejowanych przez króla pozycji wojsk hetmana Żółkiewskiego, bądź to do osadzenia siebie na wakującym tronie carskim. 27 marca 1611 uzyskał od króla obietnicę wypłaty zaległego żołdu – na wieść o tym wojsko postanowiło przejść na stronę króla. Jan Piotr połączył się z nim 8 maja, a 18 czerwca przybył pod Moskwę, nie przejawiając jednak chęci do walki z oblegającymi Kreml wojskami moskiewskimi. Zdemoralizowane brakiem wypłaconego żołdu wojsko popadało w marazm i nie chciało prowadzić żadnych kolejnych walk. 15 września Jan Piotr zachorował i został przeniesiony na Kreml, gdzie zmarł 15 października 1611.
Żonaty z Zofią z Wejherów, był ojcem: Pawła Jana – hetmana wielkiego litewskiego, Andrzeja Stanisława i Jana i Floriana (1608-1637) Sapiehów.
Autor diariusza: Dzieje Marsa krwawego i sprawy odważne, rycerskie przez Wielmożnego Pana Jego Mości Pana Jana Piotra Sapiehę starostę uświadzkiego w monarchii moskiewskiej od roku 1608 do roku 1612 sławnie odprawowane.

## Upamiętnienie
- Na obrazie Jana Matejki Kazanie Skargi siedzi u stóp Piotra Skargi.

- Postać Jana Piotra Sapiehy wspomniana w rosyjskim filmie Rok 1612 (1612: Chroniki smutnogo wriemieni) w wątku, gdy główny bohater Andriej (Piotr Kisłow), postanawia jako najemnik zatrudnić się w wojsku Hetmana (Michał Żebrowski), podając się za hiszpańskiego najemnika – Alvara (Ramón Langa). Hetman wypowiada zdanie: „służył jeden Hiszpan u Sapiehy”.